# Lenka Šmídová
Lenka Šmídová (n. 26 martie 1975, Havlíčkův Brod⁠(d), Republica Socialistă Cehă, Cehoslovacia) este o sportivă ce a reprezentat Cehia, medaliată olimpică. A participat la 3 ediții ale Jocurilor Olimpice (2000, 2004, 2008) în care a câștigat o medalie de argint.